# 史建威
史建威（Sze, Kin Wai Ken，1984年12月6日—），退伇香港足球運動員，司職中場，曾經擔任前鋒。作為球隊的後備前鋒，史建威的出場時間不多，但是在有限的出場時間內仍然取得不少入球，在球隊中是少數擁有入球能力的香港本地球員。其隊友安基斯在訪問中曾經點名稱讚他擁有上佳的心理質素。

## 球會生涯
史建威出身流浪青年軍，2002年加盟大埔的姊妹球會大埔聖約瑟，04年加盟大埔足球會，並且一直效力至2012年退休為止。2006年大埔升上甲組比賽後，及後兩個球季史建威在球隊一直擔當後備前鋒的角色。受制於上陣時間，史建威雖然亦顯示出一定的把握力，甚至射入一些漂亮的入球，但始終未及隊中其他球員般受到認同或為普遍球迷所認識。
2008－09年度球季，全季一直出場機會有限的史建威，在季末開始被安排串演防守中場，除了多次正選上陣外，足總盃更是一直擔當正選，至八強戰淘汰傑志一役，表現更備受教練張寶春稱讚，認為力量及攔截出色的他在雨戰下更容易發揮。足總杯決賽賽前，史建威表示，自己未熟悉這一個位置，亦有多方面需要改善，但是仍然希望自己未來可以挑戰擔出任防守中場的正選，因自己的活力及拼勁在中場有更多發揮，而受身型及力量之限難以在前線攻堅。6月6日在香港大球場上演的足總盃決賽，史建威正選上陣擔任防守中場，開賽4分鐘便射入大埔的第2個入球，該入球由他於中場窩利傳交左路安基斯發動，然後入楔禁區接應安基斯直線傳送射入，替球隊領先至2-0。史建威比賽至補時階段被換出，球隊最終以4-2獲勝贏取首個甲組錦標。在大埔升上甲組3季以來一直長居後備的史建威，在決賽一戰表現備受認同，被傳媒稱為「大埔柴九」及「小巨人」，他亦向傳媒表示有夢想成真之感。2009－10年度球季，史建威亦穩站正選防守中場席位，於數場賽事便取得3個入球兼打破了自己的單季入球紀錄。2012年5月，史建威以隊長身份帶領球隊踢罷該季最後一仗後，宣佈退休。由丙組開始效力大埔的球員，職業生涯走到終點，只是他未能以勝仗告別，甚至因犯規而讓屯門獲得奠定3–2勝局的12碼。2013年8月，史建威復出踢乙組的大埔。2016年，史建威加盟香港乙組聯賽球隊淦源。
2020－21年度球季，史建威加盟香港甲組聯賽球隊和富大埔，2022-23年度球季，大埔升回港超聯作賽，史建威決定復出職業球壇，已老帶新、幫助年輕球員成長以應付港超賽事。

## 趣聞
大埔在勇奪2009年足總盃冠軍以後，於6月14日在大埔區內進行勝利巡遊，其中以到達史建威長大的廣福邨時最為哄動，史建威被一眾支持者及街坊好朋一邊高呼名字、一邊拋到半空，其英雄式待遇比其他更具名氣的隊友尤有過之。史建威對傳媒表示沒有特別要求父母及好友出席，因此能受到如此支持感到驚喜，亦會於下季全力作賽以回報支持者。